# 사리사리 스토어

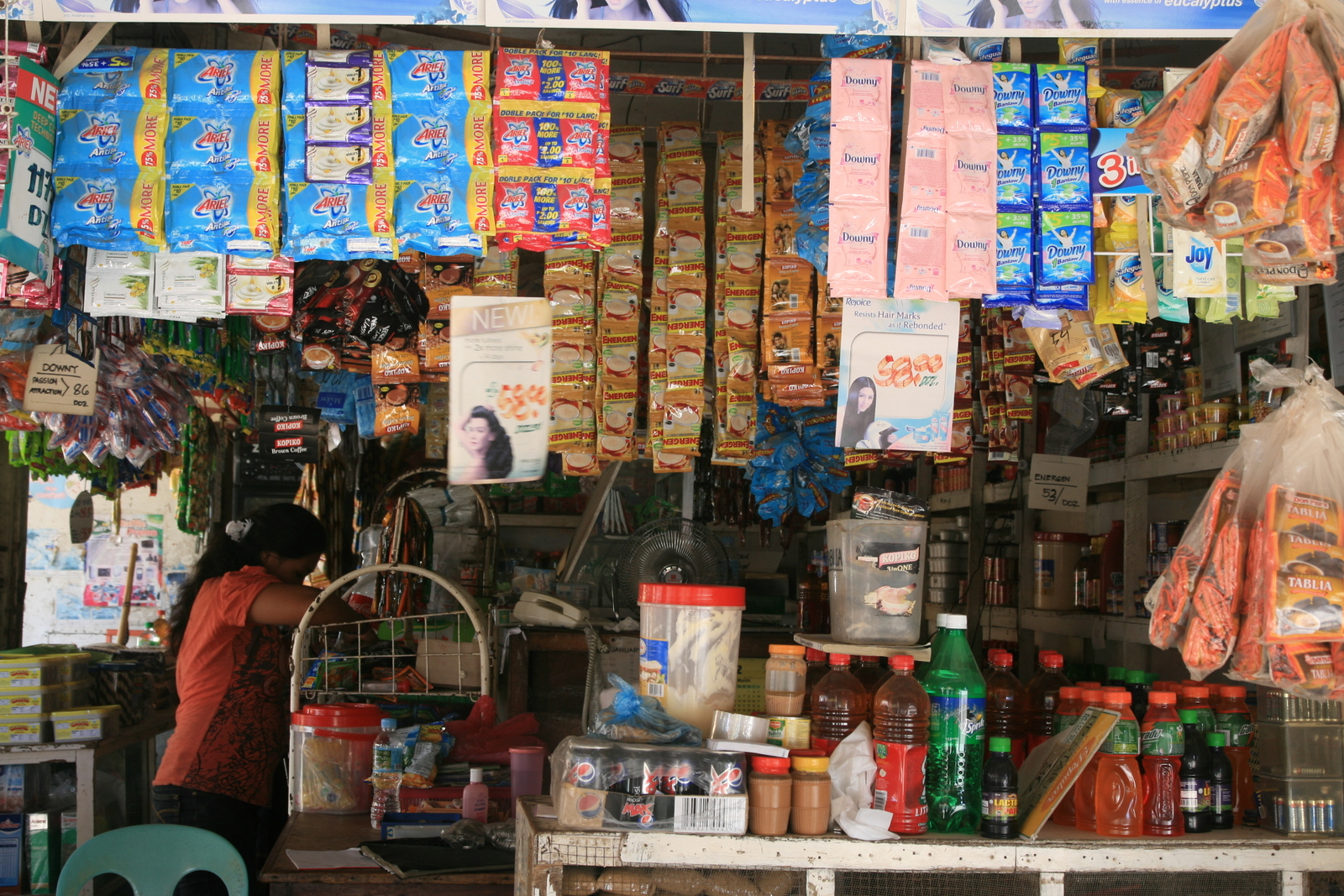
세부주 반타얀 소재 사리사리 스토어

사리사리 스토어(sari-sari store)는 필리핀 특유의 구멍가게로 사리사리라는 단어는 타갈로그어로 잡동사니를 뜻한다. 사리사리 스토어는 필리핀의 경제 및 사회에서 중요한 역할을 차지하고 전국에 흔하다. 쉽게 상하여 냉장보관을 필요로 하는 식료품은 거의 취급하지 않는다.